# Calle de Álvarez Gato

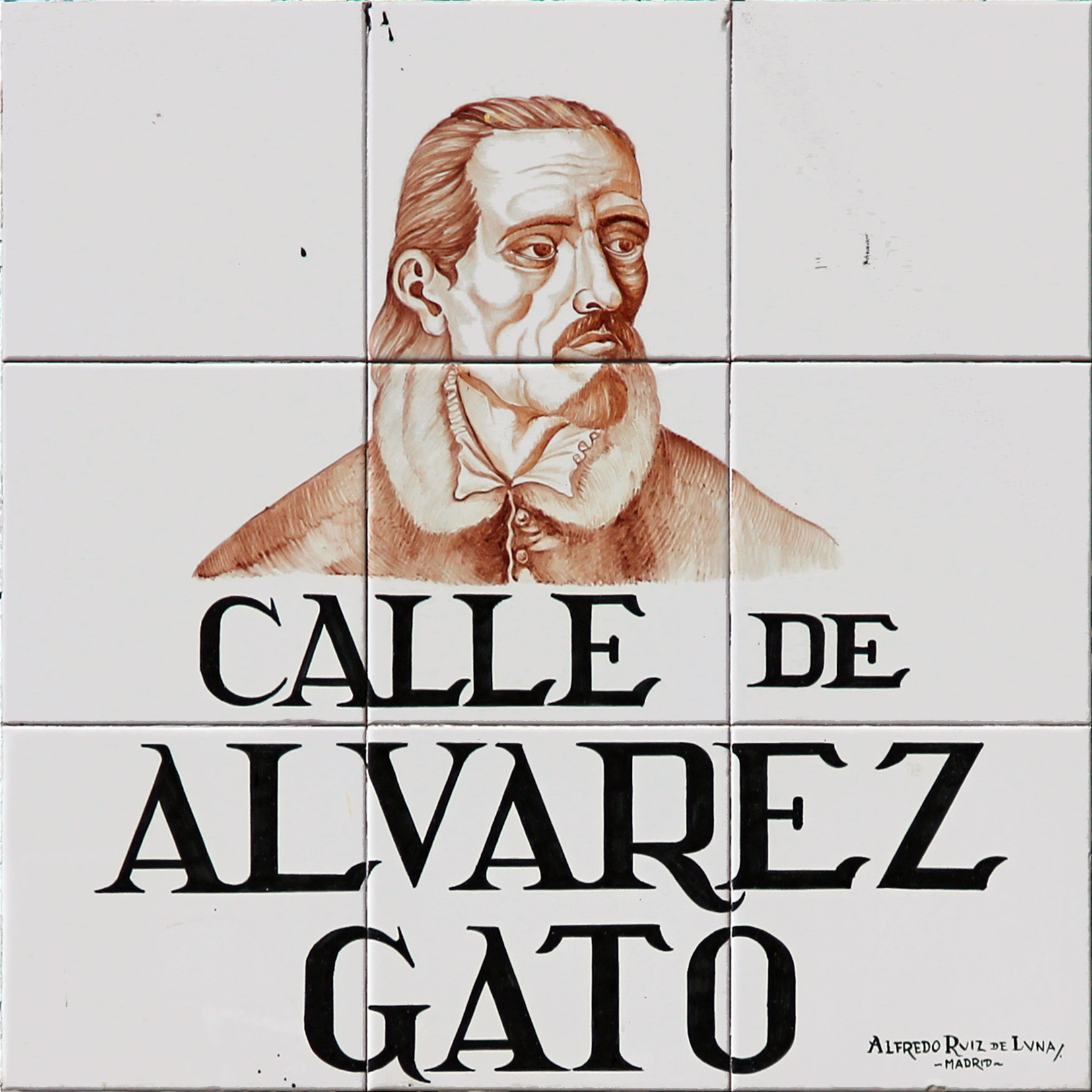
Placa del callejero tradicional de Madrid, por el ceramista Ruiz de Luna.

La calle de Álvarez Gato o callejón del Gato, es una pequeña vía en el límite del Barrio de las Letras en Madrid, que une la calle de la Cruz con la de Núñez de Arce. En el siglo XVII aparece con el nombre de calle del Gato en el plano de Teixeira (1656), a espaldas del popular Corral de comedias de la Cruz.
Ya desde el primer cuarto del siglo XX es calle peatonal —«cerrada al tránsito rodado»— y que en aquella época tuvo dos espejos "de cuerpo entero, cóncavo el uno y convexo el otro", en los que los paseantes, chicos y grandes, se miraban divertidos o asustados de sus deformes cuerpos, evocadores de "Quijotes o Sanchos".

## Historia
Entre la leyenda y la tradición se documenta que en esta calle del antiguo barrio de la Cruz del distrito de Congreso, tuvo casa y corrales el mayordomo de Isabel la Católica, Juan Álvarez Gato, poeta del cancionero del Renacimiento castellano y miembro de uno de los linajes más castizos de la Villa de Madrid. Pedro de Répide advierte que sin embargo Jerónimo de la Quintana sitúa las casas de Álvarez Gato, cristiano nuevo, junto a la torre de San Salvador, donde tuvo su primer establecimiento el concejo de la villa. En cualquier caso, la leyenda popular remonta la relación del linaje de la familia Gato a una de las 'heroicas' tomas de la fortaleza árabe que dio origen al núcleo urbano de Madrid. El protagonista fue un temerario escalador cristiano que, usando su cuchillo como improvisado piolet, trepó la muralla indiferente a la saña defensiva de los «sarracenos». Por su habilidad, le pusieron el mote de el gato. Al héroe le gustó el apodo y decidió tomarlo como apellido.
Más legendaria y menos histórica es la versión que atribuye el nombre de esta calle al gato montés que el Cardenal Cisneros ordenó cazar en este lugar para que se fabricasen unas botas «iguales a las de Carlomagno», como regalo para el Gran Capitán, y que a la postre resultaron un fiasco pues todos los gatos se orinaban en ellas. Tal fue la peste insoportable que —continúa el cuento— su ilustre dueño se las regaló a su ayuda de cámara (habrá que suponer que como castigo por algún desaliño en la etiqueta cortesana), quien poco después se las vendió a un numismático de París.
En el límite de la fantasía (lo que luego se ha llamado novela histórica), habría que colocar el relato que Mesonero Romanos hace en relación con el origen del término gato relacionado con la ciudad de Madrid. Y lo cuenta a propósito de una visita que Ruy González de Clavijo, embajador de Madrid, enviado por Enrique III de Castilla le hizo al «gran Tamborlan» (sic; debe referirse a Tamerlán).

... verá esta historia el curioso lector en Rodiginio, libro XII, y en Pedro Cisnito, capítulo I; siendo, pues, este Clavijo embajador del rey Enrique III de España, queriendo el gran Tamborlan mostrar algunas cosas notables, le dijo: «Mira esta ciudad y la fortaleza de sus murallas.» El cual respondió: «No te maravilles, señor, de ver esto, porque el gran León de España, mi señor, tiene una ciudad, que se llama Madrid la Ursaria, que es hoy más fuerte, porque está cercada de fuego y armada sobre agua, y entran en ella por Puerta Cerrada; y más, sepa tu alteza que en esta ciudad hay un tribunal donde los alcaldes son los Gatos, y los procuradores son los Escarabajos, y los Muertos andan por las calles.» Y fue la historia que una puerta de esta villa se llama la Puerta Cerrada, que antiguamente llamaban la Puerta de la Culebra, por lo que arriba dijimos en la carta del Ayuntamiento, y hubo una familia de ciudadanos, principales en este pueblo, que se llamaban los Gatos, y otros que se llamaban los Escarabajos, todos gente honrada, y otros había que se llamaban los Muertos.
Mesonero Romanos

### Cuna del esperpento

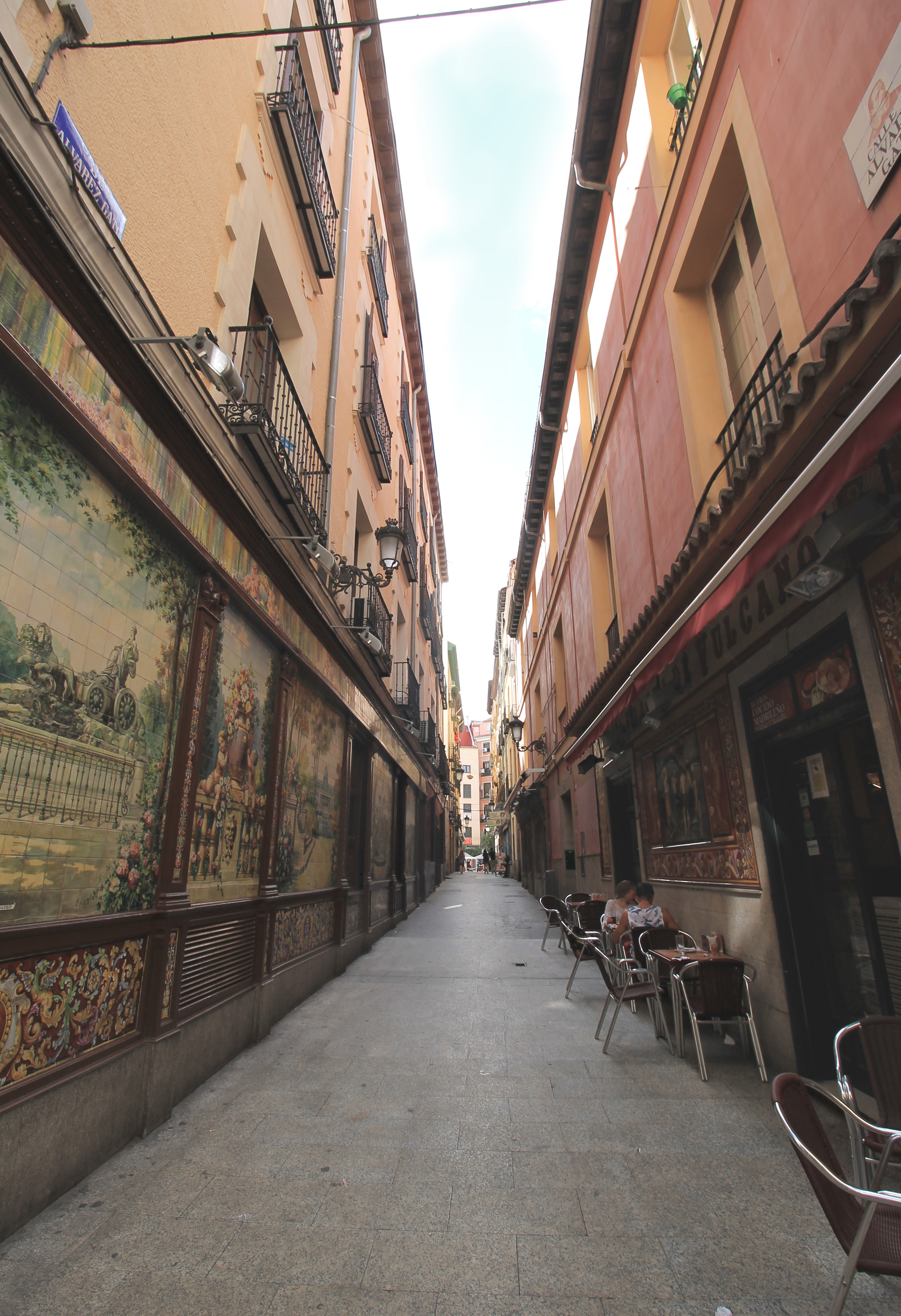
El callejón del Gato, un recóndito y fresco rincón en el agosto madrileño. En primer plano, a la izquierda las fachadas de azulejería de Villa Rosa (1928), en la embocadura de la plaza de Santa Ana.

La leyenda promovida por el propio creador del esperpento como género dramático y materializada en su forma literaria en 1920 por Valle-Inclán en la obra Luces de Bohemia, dice que la idea nació frente a los «espejos deformantes» que usaba como reclamo publicitario una ferretería de esta calle y que desapareció en 1933, si bien los dos espejos fueron salvados e instalados en una destilería con almacén en el número 3 de Álvarez Gato, al otro lado del callejón. En ellos —escribe Moncho Alpuente— «Valle-Inclán vio la tragedia de España transformada en esperpento a través de los ojos agonizantes de su personaje Max Estrella». Una placa convencional instalada por el Ayuntamiento en 1991, recuerda el episodio literario.

### Cafés decimonónicos
En la segunda mitad del siglo XIX, este estrecho y breve callejón concentró en sus locales buen número de cafés (de tertulia, salones, tablaos), de los que ya se mencionan en 1861 los que abrían puerta en el número 4 y en el 5 de la calle. En 1881, aparece el "Café de la Cruz" en el número 9, y en 1884, los de "El Diamante", en el número 7, y el de "Revuelta" en el número 6. En ese mismo local aparece el "Café del Gato" (no confundirlo con el desaparecido "Café de El Gato Negro"), anexo al "Villa Rosa", que al cerrarse el "Café El Brillante" se convertiría en el "Nuevo Brillante". Pero es en el local de la misma calle, el restaurante "Las Bravas", donde se encuentran actualmente en la fachada dos espejos cóncavos y convexos deformantes como en la novela Luces de Bohemia de don Ramón María del Valle-Inclán.
A comienzo del siglo XX, el mencionado "Café del Gato" se convirtió en pequeña catedral del flamenco en Madrid (pequeña sobre todo por el tamaño del local). En él debutó hacia 1906 Pepe el de la Matrona, como el propio cantaor explica en su biografía; en ella anota también que el café lo inauguraron El Cojo de Málaga y El Pena, y que lo regentaba un tal "Guerrerito" y, con peor genio, su mujer, por mote "la Igorrota".